# Operace Rozhodná podpora

Logo operace

Operace Rozhodná podpora (anglicky Operation Resolute Support) je název vojenské mise paktu NATO v Afghánistánu, která s využitím 12 000 zahraničních vojáků a specialistů prováděla v této zemi výcvik, poradenství a podporu. Tato mise začala 1. ledna 2015. Velení mise se nacházelo v hlavním městě Kábulu a letecké základně Bagram. V rámci mise byly vyčleněny 4 jednotky, jejichž úkolem bylo podporovat afghánské síly v různých částech země, konkrétně 201., 203., 205., 207., 209. a 215. armádní sbor afghánské národní armády.

## Padlí vojáci Rozhodné podpory podle státu

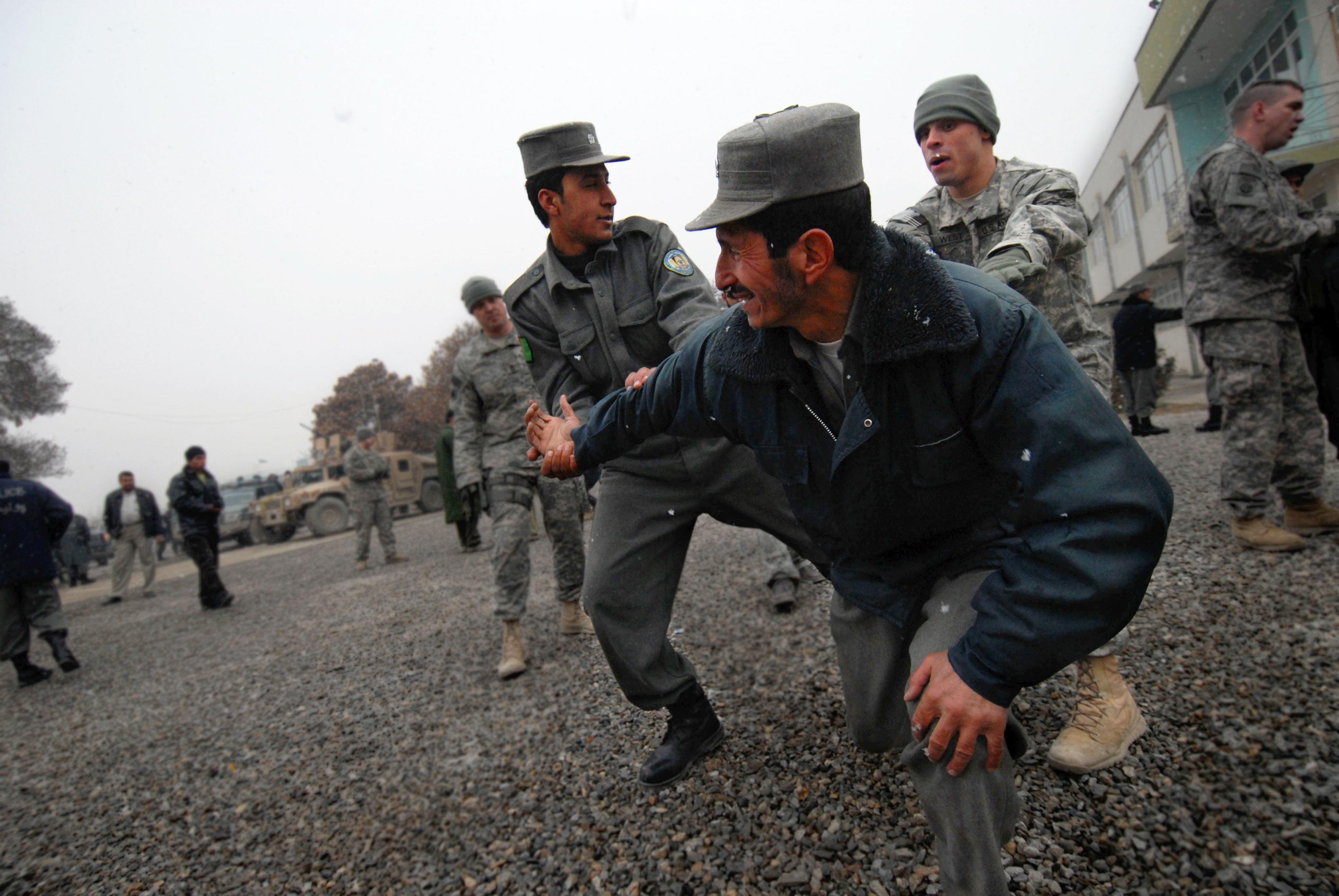
Výcvik nováčků

- Tabulka neobsahuje vojáky, kteří podlehli zranění po několika letech nebo zemřeli na jinou nemoc, jako například nadpraporčík Jiří Schams.

| Země           | Počet padlých |
| -------------- | ------------- |
| USA            | 98            |
| Česko          | 4             |
| Rumunsko       | 4             |
| Velká Británie | 2             |
| nezjištěno     | 2             |
| Gruzie         | 2             |
| Chorvatsko     | 1             |
| Celkem         | 113           |